# Pyronota rubra
Pyronota rubra är en skalbaggsart som beskrevs av Given 1952. Pyronota rubra ingår i släktet Pyronota och familjen Melolonthidae. Inga underarter finns listade i Catalogue of Life.